# Michael Doohan
Michael Sydney Doohan, detto Mick (Brisbane, 4 giugno 1965), è un pilota motociclistico australiano ritiratosi dall'attività agonistica, cinque volte consecutive campione del mondo nella classe 500 dal 1994 al 1998.
Anche suo fratello, Scott Doohan, ha corso come pilota professionista, mentre il figlio, Jack Doohan, è pilota automobilistico.

## Carriera

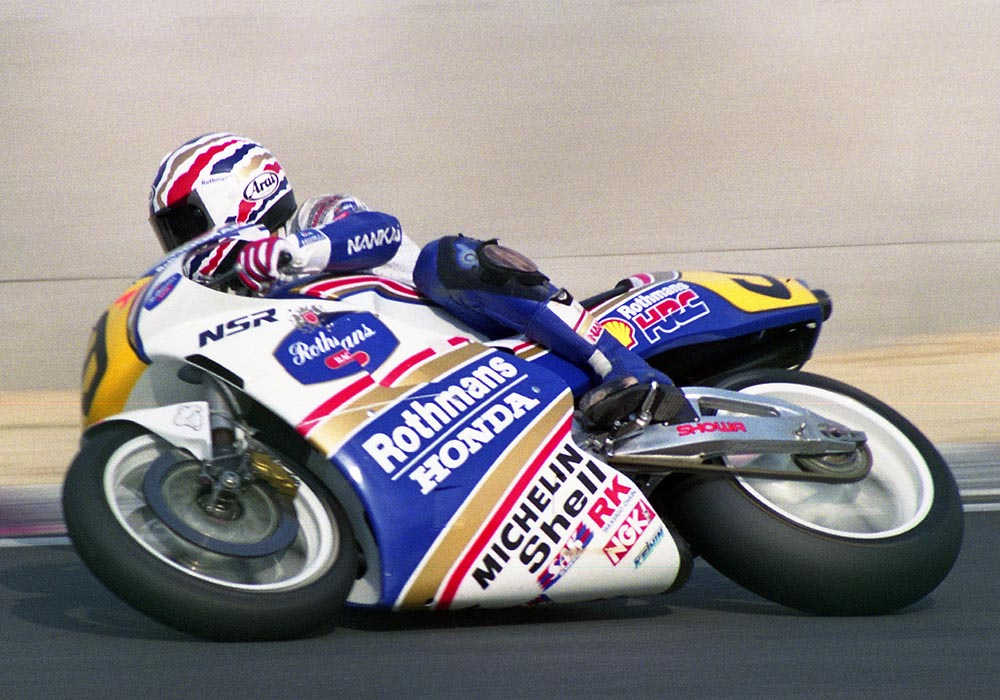
Doohan su Honda NSR 500 a Suzuka nel 1990.

Dopo aver gareggiato e vinto nei campionati australiani, si fa conoscere al pubblico internazionale nel campionato mondiale Formula TT dove nel 1987 ottiene subito un podio nella gara giapponese sul circuito di Sugo dove gareggia come wildcard, per poi passare al campionato mondiale Superbike, dove nel 1988 vince una gara in Giappone ed entrambe quelle in Australia. Dopo ha sempre gareggiato nella classe 500 riuscendo a vincere numerose corse e ben cinque titoli mondiali consecutivi: le 54 vittorie conseguite nella 500 consentono a Doohan di essere tra i migliori piloti di sempre per numero di vittorie nella classe regina.
Originario della Gold Coast, vicino a Brisbane, ha debuttato nel motomondiale nel 1989 con una Honda NSR 500. Dopo aver gareggiato con successo nel corso dei primi anni novanta, raggiungendo il 3º posto in classifica nel motomondiale 1990 e il 2º l'anno successivo, ha rischiato l'amputazione di una gamba a causa di un serio incidente, occorsogli nel GP d'Olanda sul circuito di Assen nel 1992, incidente che ha comunque provocato dei danni permanenti e l'assenza in alcuni gran premi; durante la prima parte della stagione aveva accumulato un vantaggio tale che al termine dell'anno è comunque riuscito ugualmente a riconfermare il secondo posto dell'anno precedente, perdendo solo all'ultima gara il titolo mondiale a favore di Wayne Rainey. Dopo un duro periodo di rieducazione e grazie all'aiuto di medici come Claudio Costa, è ritornato a correre, vincendo per ben cinque volte consecutive il Campionato Mondiale della classe 500 tra il 1994 e il 1998.

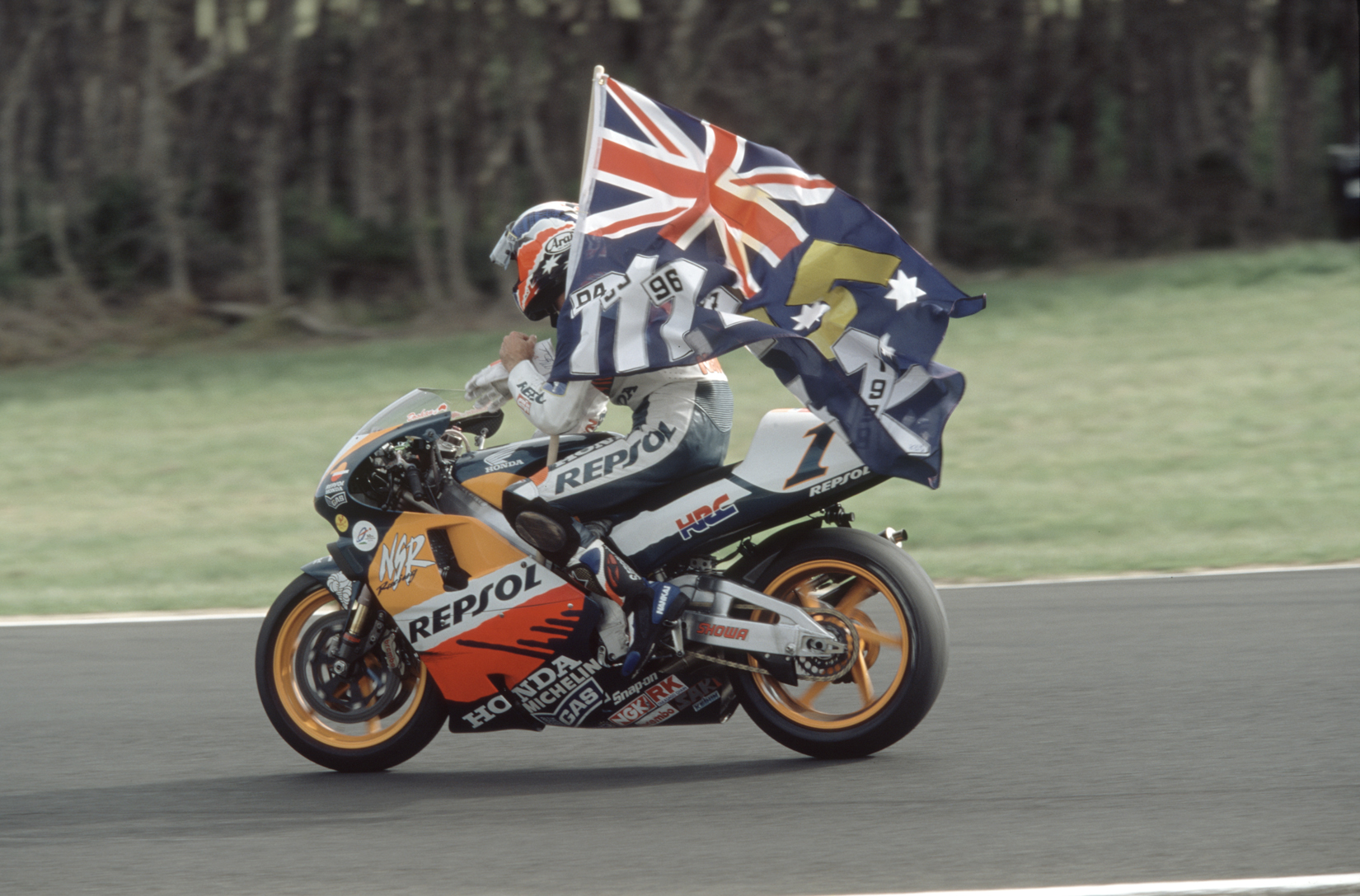
Doohan festeggia la vittoria del suo quinto titolo mondiale consecutivo a Phillip Island nel 1998.

Un tratto peculiare del modo di guidare di Doohan nel periodo successivo all'incidente era quello di azionare il freno posteriore anziché tramite il normale pedale di destra (per l'impossibilità di modulare la forza necessaria a causa della gamba ferita) mediante un comando a mano (una leva addizionale "a spinta" posta sulla sinistra del manubrio). Alcuni commentatori hanno sostenuto che tale tecnica di guida costituiva per Doohan un vantaggio nel controllo del freno posteriore, sebbene nulla vietasse agli altri corridori di provare tale soluzione – e alcuni in effetti la tentarono.
Nel 1997 ha ottenuto il record di 12 vittorie in una sola stagione nella classe regina, che è durato fino al Gran Premio della Comunità Valenciana 2014, quando Marc Márquez ha conquistato la tredicesima vittoria in una stagione. Tuttavia le gare in calendario nel motomondiale 1997 erano 15, contro le 18 gare previste per il 2014. 
Nel 1999 ha subito un nuovo sfortunato incidente che, a causa della nuova rottura della gamba, ne ha causato il forzato ritiro. Dopo il ritiro dalle corse ha lavorato come consulente per il reparto corse della Honda, tale rapporto si è concluso al termine della stagione 2004.
Nel suo palmarès vi è anche una vittoria nella 8 Ore di Suzuka del 1991, corsa in coppia con il connazionale Wayne Gardner.

## Risultati in gara

### Campionato mondiale Superbike
| 1988 | Moto   |  |  |  |  |  |  |  |  |    |   |  |  |  |  |   |   |  |  | Punti | Pos. |
| ---- | ------ |  |  |  |  |  |  |  |  | -- | - |  |  |  |  | - | - |  |  | ----- | ---- |
| 1988 | Yamaha |  |  |  |  |  |  |  |  | 31 | 1 |  |  |  |  | 1 | 1 |  |  | 30    | 12º  |

| Legenda | 1º posto        | 2º posto            | 3º posto           | A punti      | Senza punti        | Grassetto – Pole position Corsivo – Giro più veloce |
| Legenda | Gara non valida | Non qual./Non part. | Ritirato/Non class | Squalificato | '-' Dato non disp. | Grassetto – Pole position Corsivo – Giro più veloce |

### Motomondiale
| 1989 | Classe | Moto  |     |   |   |     |    |   |   |   |   |   |   |  |  |  |   |  | Punti | Pos. |
| ---- | ------ | ----- | --- | - | - | --- | -- | - | - | - | - | - | - |  |  |  | - |  | ----- | ---- |
| 1989 | 500    | Honda | Rit | 8 | 8 | Rit | NP | 3 | 8 | 6 | 9 | 8 | 8 |  |  |  | 4 |  | 81    | 9º   |

| 1990 | Classe | Moto  |     |   |   |   |     |   |   |   |   |   |   |   |   |   |   |  | Punti | Pos. |
| ---- | ------ | ----- | --- | - | - | - | --- | - | - | - | - | - | - | - | - | - | - |  | ----- | ---- |
| 1990 | 500    | Honda | Rit | 2 | 4 | 3 | Rit | 3 | 4 | 4 | 6 | 4 | 4 | 4 | 9 | 1 | 2 |  | 179   | 3º   |

| 1991 | Classe | Moto  |   |   |   |   |   |   |   |   |     |   |   |   |   |   |   |  | Punti | Pos. |
| ---- | ------ | ----- | - | - | - | - | - | - | - | - | --- | - | - | - | - | - | - |  | ----- | ---- |
| 1991 | 500    | Honda | 2 | 2 | 2 | 1 | 1 | 3 | 1 | 2 | Rit | 2 | 3 | 3 | 2 | 2 | 3 |  | 224   | 2º   |

| 1992 | Classe | Moto  |   |   |   |   |   |   |   |    |  |  |  |    |   |  |  |  | Punti | Pos. |
| ---- | ------ | ----- | - | - | - | - | - | - | - | -- |  |  |  | -- | - |  |  |  | ----- | ---- |
| 1992 | 500    | Honda | 1 | 1 | 1 | 1 | 2 | 2 | 1 | NP |  |  |  | 12 | 6 |  |  |  | 136   | 2º   |

| 1993 | Classe | Moto  |     |   |   |   |   |     |   |   |   |     |   |   |     |  |  |  | Punti | Pos. |
| ---- | ------ | ----- | --- | - | - | - | - | --- | - | - | - | --- | - | - | --- |  |  |  | ----- | ---- |
| 1993 | 500    | Honda | Rit | 4 | 7 | 4 | 2 | Rit | 2 | 2 | 1 | Rit | 3 | 2 | Rit |  |  |  | 156   | 4º   |

| 1994 | Classe | Moto  |   |   |   |   |   |   |   |   |   |   |   |   |   |   |  |  | Punti | Pos. |
| ---- | ------ | ----- | - | - | - | - | - | - | - | - | - | - | - | - | - | - |  |  | ----- | ---- |
| 1994 | 500    | Honda | 3 | 1 | 2 | 1 | 1 | 1 | 1 | 1 | 1 | 2 | 1 | 3 | 1 | 2 |  |  | 317   | 1º   |

| 1995 | Classe | Moto  |   |   |   |     |     |   |   |   |   |   |   |   |   |  |  |  | Punti | Pos. |
| ---- | ------ | ----- | - | - | - | --- | --- | - | - | - | - | - | - | - | - |  |  |  | ----- | ---- |
| 1995 | 500    | Honda | 1 | 1 | 2 | Rit | Rit | 1 | 1 | 1 | 1 | 2 | 2 | 1 | 4 |  |  |  | 248   | 1º   |

| 1996 | Classe | Moto  |   |   |   |   |   |   |   |   |   |   |   |   |   |   |   |  | Punti | Pos. |
| ---- | ------ | ----- | - | - | - | - | - | - | - | - | - | - | - | - | - | - | - |  | ----- | ---- |
| 1996 | 500    | Honda | 5 | 1 | 6 | 1 | 1 | 1 | 1 | 2 | 1 | 2 | 2 | 1 | 2 | 1 | 8 |  | 309   | 1º   |

| 1997 | Classe | Moto  |   |   |   |   |   |   |   |   |   |   |   |   |   |   |     |  | Punti | Pos. |
| ---- | ------ | ----- | - | - | - | - | - | - | - | - | - | - | - | - | - | - | --- |  | ----- | ---- |
| 1997 | 500    | Honda | 1 | 1 | 2 | 1 | 1 | 1 | 1 | 1 | 1 | 1 | 1 | 1 | 1 | 2 | Rit |  | 340   | 1º   |

| 1998 | Classe | Moto  |     |   |   |   |   |     |   |   |   |     |   |   |   |   |  |  | Punti | Pos. |
| ---- | ------ | ----- | --- | - | - | - | - | --- | - | - | - | --- | - | - | - | - |  |  | ----- | ---- |
| 1998 | 500    | Honda | Rit | 1 | 2 | 1 | 2 | Rit | 1 | 2 | 1 | Rit | 1 | 1 | 1 | 1 |  |  | 260   | 1º   |

| 1999 | Classe | Moto  |   |   |    |  |  |  |  |  |  |  |  |  |  |  |  |  | Punti | Pos. |
| ---- | ------ | ----- | - | - | -- |  |  |  |  |  |  |  |  |  |  |  |  |  | ----- | ---- |
| 1999 | 500    | Honda | 4 | 2 | NP |  |  |  |  |  |  |  |  |  |  |  |  |  | 33    | 17º  |

| Legenda | 1º posto        | 2º posto            | 3º posto            | A punti      | Senza punti        | Grassetto – Pole position Corsivo – Giro più veloce |
| Legenda | Gara non valida | Non qual./Non part. | Ritirato/Non class. | Squalificato | '-' Dato non disp. | Grassetto – Pole position Corsivo – Giro più veloce |